# مضاد الثرومبين
مضاد الثرومبين أو مضاد الخثرين أو مضاد التخثر (بالإنجليزية: Antithrombin)‏ ويُعرف اختصارًا AT، هو جزيء بروتيني صغير يعمل على تعطيل العديد من إنزيمات نظام التخثر، وهو بروتين سكري يُنتج من الكبد ويتكون من 432 حمض أميني.

## روابط خارجية
- Antithrombin+III في المكتبة الوطنية الأمريكية للطب نظام فهرسة المواضيع الطبية (MeSH).